# Haplophyllum ramosissimum
Haplophyllum ramosissimum är en vinruteväxtart som först beskrevs av Ove Wilhelm Paulsen, och fick sitt nu gällande namn av Aleksei Ivanovich Vvedensky. Haplophyllum ramosissimum ingår i släktet Haplophyllum och familjen vinruteväxter. Inga underarter finns listade i Catalogue of Life.